# زوتفن
زوتفن Zutphen  هي مدينة وبلدية بمقاطعة خيلدرلند، هولندا.

## طوبوغرافيا
خريطة طوبوغرافية هولندية لبلدية زوتفن، يونيو 2014، (تقرأ بعد ثلاث نقرات على الخريطة)